# 竜本寺
竜本寺（りゅうほんじ）は、 神奈川県横須賀市深田台にある日蓮宗の寺院。山号は猿海山。旧本山は衣笠大明寺（六条門流）、奠師法縁（奠統会）。日家作と伝わる日蓮32歳の像を祀ることから米ヶ浜のお祖師と呼ばれる。横須賀風物百選のひとつ。本堂の扁額は書家中林梧竹の筆による。日蓮宗最初の霊場として知られ、寺宝として立正大師日蓮ゆかりのサザエとアワビを所蔵する。

## 歴史
- 日蓮に帰依した公郷村（現在の三春町）の石渡左衛門尉等が建立した御浦法華堂が起源。日家作の日蓮三十二歳の像を祀る。

## 境内
- 本堂

## 歴代
- 立正大師日蓮

## 参考資料
- 市川智康『日蓮聖人の歩まれた道』水書房（1989年、40‐41頁）
- 日蓮宗寺院大鑑編集委員会『宗祖第七百遠忌記念出版 日蓮宗寺院大鑑』大本山池上本門寺 (1981年)